# Écardenville-sur-Eure
Écardenville-sur-Eure ist eine Ortschaft und eine ehemalige französische Gemeinde mit 579 Einwohnern (Stand: 1. Januar 2019) im Département Eure in der Region Normandie. Sie gehörte zum Arrondissement Les Andelys und zum Kanton Gaillon.
Mit Wirkung vom 1. Januar 2016 wurden die früheren Gemeinden La Croix-Saint-Leufroy, Écardenville-sur-Eure und Fontaine-Heudebourg zu einer Commune nouvelle mit dem Namen Clef Vallée d’Eure zusammengelegt und besitzen seither in der neuen Gemeinde den Status einer Commune déléguée. Der Verwaltungssitz befindet sich im Ort La Croix-Saint-Leufroy.

## Lage
Écardenville-sur-Eure liegt etwa elf Kilometer nordöstlich von Évreux an der Eure.

## Bevölkerungsentwicklung
| Jahr                       | 1962 | 1968 | 1975 | 1982 | 1990 | 1999 | 2006 | 2013 |
| Einwohner                  | 226  | 253  | 284  | 399  | 501  | 535  | 530  | 535  |
| Quellen: Cassini und INSEE |      |      |      |      |      |      |      |      |

## Sehenswürdigkeiten

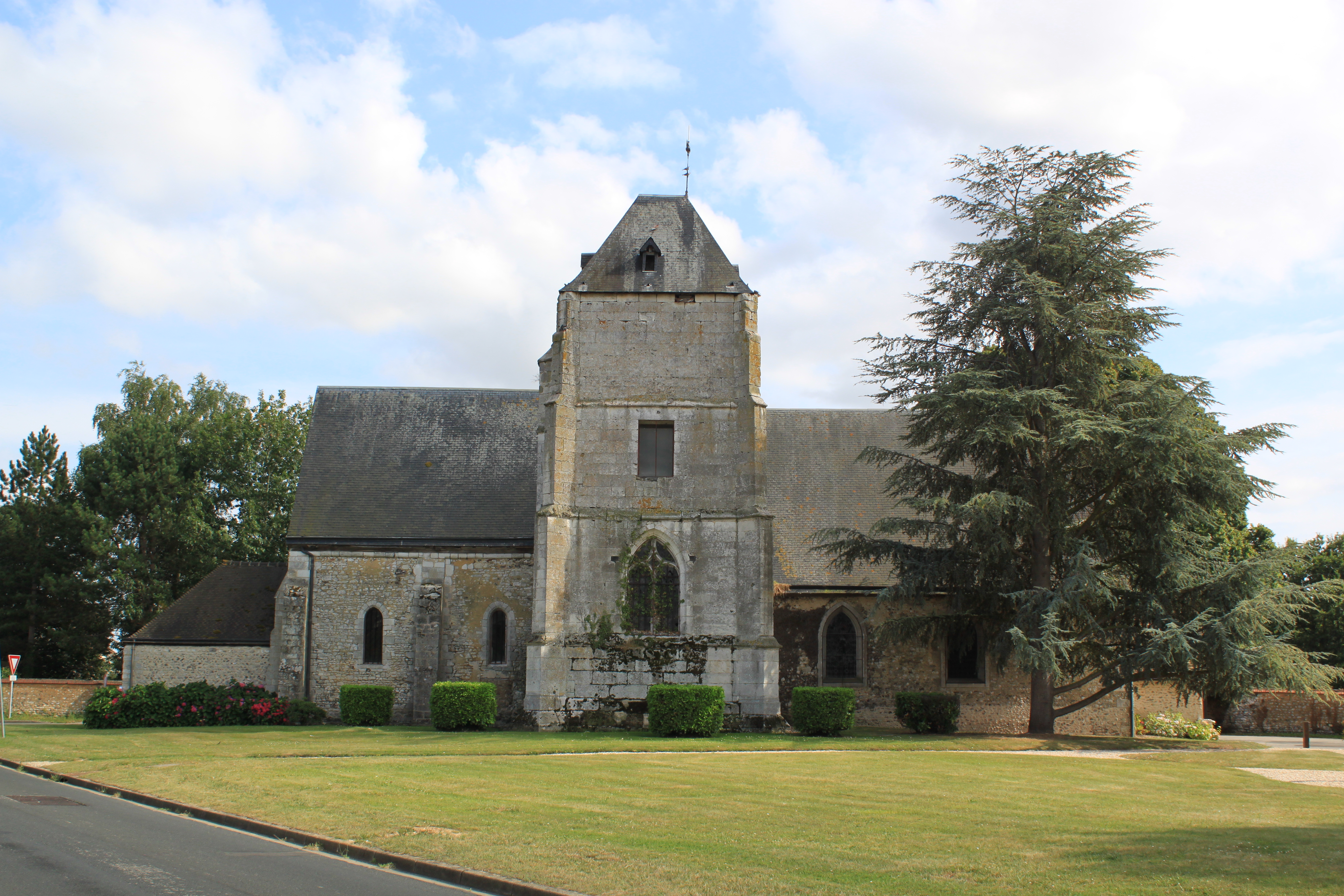
Kirche Saint-Germain

- Kirche Saint-Germain aus dem 16. Jahrhundert
- Mühlen La Côte (17. Jahrhundert) und Les Sablons (13. Jahrhundert)